# Українська Стрілецька Громада в США
Українська Стрілецька Громада в США, комбатанська організація, заснована 1924 кол. вояками українських армій, що прибули до Америки, з завданням плекати українські військові традиції й допомагати українським воєнним інвалідам на рідних землях; осідок — Філадельфія.
Серед іншого, УСГ спричинилася видатно до будови Дому Українського Інваліда у Львові. Довголітній голова — В. Ґалан. 1949 УСГ увійшла до складу новоствореного Об'єднання бувших Вояків Українців Америки.